# 一町田森清
一町田 森清（いっちょうだ もりきよ）は、安土桃山時代から江戸時代前期にかけての武士。津軽氏の家臣。一町田氏3代当主。

## 略歴
一町田氏は津軽氏庶流。
慶長8年（1603年）、久保田藩佐竹氏への使者となった。のち所領を召し上げられた。津軽信枚の代に100石を賜り、後200石を加増されたが、さらに100石を減らされ、計200石となり、勘定奉行を務めた。